# 漫画専門店
漫画専門店（まんがせんもんてん）とは、漫画の販売を専門とする書店を指す。
ただ漫画の単行本や雑誌を主として販売しているだけでなく、漫画やアニメの熱心なファンに評価されるような作品を大きく扱う、流行に敏感でこれを先取りしようとして品揃えを行う、といったような専門知識を活かした経営が行われる点に特徴がある。
また、漫画ファンに好まれるものであれば、漫画以外で趣味性が強いジャンルの書籍・製品についても積極的に取り扱われることがある。こういったジャンルとしては、同人誌・コンピュータゲーム・テーブルトークRPG・トレーディングカードゲーム、映画・SF・アニメのDVD/BDなどが見られる。
日本における漫画専門店としては「まんがの森（現存せず）」「わんだーらんど」「COMIC ZIN」などがある。また、広義にはアニメ・ゲーム・声優関係グッズを専門に扱う店舗も含めることがあり、「アニメイト」「らしんばん」「メロンブックス」「K-BOOKS」「とらのあな」などがこれにあたる。